# Betly
Versions successives
- Betly, version en 1 acte, 24 août 1836, Teatro Nuovo, Naples
- Betly, version en 2 actes, 29 septembre 1837, Teatro del Fondo, Naples

Personnages
- Max, sergent suisse (baryton)
- Betly, sœur de Max (soprano)
- Daniele, jeune propriétaire (ténor)
- Paysans, paysannes et soldats suisses

Airs
- « Quando ti stringerò » (Daniele) – Sc. 2
- « In questo semplice modesto asilo » (Betly) – Sc. 3
- « Ti vedo, ti bacio, terreno natio » (Max) – Sc. 4

Betly, o La capanna svizzera (Betly, ou le Chalet suisse) est un opéra-bouffe (opera giocosa) en un acte, musique et livret de Gaetano Donizetti, représenté pour la première fois au Teatro Nuovo de Naples le 24 août 1836. Une version révisée en deux actes fut donnée au Teatro del Fondo de Naples le 29 septembre 1837.

## Histoire
Après le succès remporté par Il campanello di notte (juin 1836), Donizetti se mit aussitôt à la composition d'un nouvel ouvrage comique en un acte. Il adapta lui-même un livret de Scribe et Mélesville, Le Chalet, mis en musique par Adolphe Adam avec beaucoup de succès en 1834, et lui-même tiré d'un petit singspiel de Goethe, Jery und Bätely (1779), mis en musique par Peter Winter (1790). Donizetti avait pu voir l'opéra d'Adam lors du séjour qu'il effectua à Paris en 1835.
Lors de la première, le 24 août, Betly fut tièdement accueillie, en grande partie en raison de l'interprétation de Giuseppe Fioravanti, baryton en fin de carrière qui chantait le rôle de Max et dont la voix était en lambeaux. Après la deuxième représentation, Donizetti modifia sa cavatine et, à partir de là, l'ouvrage remporta un succès grandissant. Tout Naples se précipitait au Teatro Nuovo pour l'entendre, et la famille royale s'y rendit même dès la deuxième semaine.
En septembre 1837, Donizetti révisa l'opéra en prévision d'une reprise au Teatro del Fondo. Il le divisa en deux actes en ajoutant un finale à l'acte I et un trio à l'acte II.

## Distribution
| Rôle                                                                                  | Tessiture | Créateurs           |
| ------------------------------------------------------------------------------------- | --------- | ------------------- |
| Betly, sorella di Max Betly, sœur de Max                                              | soprano   | Adelaide Tosi       |
| Max, sergente svizzero Max, sergent suisse                                            | baryton   | Giuseppe Fioravanti |
| Daniele, giovane possidente Daniel, jeune propriétaire                                | ténor     | Lorenzo Salvi       |
| Coro di contadini, contadine e soldati svizzeri Paysans, paysannes et soldats suisses |           |                     |

## Argument
L'action se déroule en Suisse dans le canton d'Appenzell.

Le théâtre représente l'intérieur d'un chalet suisse. Deux portes latérales et une autre dans le fond qui laisse voir le paysage alpestre de l'Appenzell.
- Scène 1 : Daniele est amoureux de Betly mais ses sentiments ne sont pas partagés. Des villageois lui font une plaisanterie en lui envoyant une fausse lettre d'amour signée Betly. Au lever du rideau, le chœur des villageois attend que Daniele, qui a reçu la lettre, vienne chez Betly pour se moquer de lui (Già l'aurora in ciel appar).
- Scène 2 : Daniele fait son entrée dans un état de surexcitation et se réjouit à la perspective de passer le restant de ses jours auprès de Betly (Quando ti stringerò) pendant que les villageois rient sous cape. Pourtant, il s'étonne du revirement de Betly qui, jusqu'alors, l'avait toujours dédaigné.
- Scène 3 : Betly fait son entrée (In questo semplice modesto asilo) et avise Daniele. Elle vient de recevoir une lettre de son frère Max, soldat qui n'avait pas donné de nouvelles depuis quinze ans, mais qui lui avait promis de revenir pour son mariage. Daniele saisit l'occasion et montre la lettre à Betly qui la déclare une plaisanterie et sort.
- Scène 4 : Max est ravi de retrouver son pays natal (Ti vedo, ti bacio, terreno natio). Daniele, au désespoir, lui dit qu'il veut s'engager dans l'armée pour oublier le chagrin d'amour que lui a causé Betly. À ce nom, Max comprend qu'il s'agit de sa sœur. Max envoie Daniele chercher ses papiers pour pouvoir l'enrôler.
- Scène 5 : Daniele parti, Max ordonne à ses soldats de mettre la maison de Betly sens dessus dessous.
- Scène 6 : Betly revient mais ne reconnaît pas Max. Pendant leur dialogue, les soldats s'emparent de toutes les provisions et vident la cave avant de quitter la maison. Betly songe à demander de l'aide à Daniele.
- Scène 7 : Daniele réapparaît et explique à Betly qu'il a rendez-vous avec un soldat pour s'engager dans l'armée. Il lui remet son testament et lui dit adieu, tandis que Betly lui demande de rester au moins jusqu'au lendemain matin car sa présence la rassurera si les soldats reviennent.
- Scène 8 : Max revient, feignant d'être ivre et menace Betly de familiarités quand Daniele, qui s'était assoupi, se réveille et s'interpose. Max les presse de question pour savoir à quel titre Daniele protège Betly quand cette dernière déclare qu'il est son fiancé avant de s'enfuir au moment où les deux hommes vont en venir aux mains.
- Scène 9 : Max tire son épée et engage Daniele à se battre en duel avec lui à minuit. Betly, qui a suivi la scène en secret, est très émue que Daniele soit prêt à se battre pour elle.
- Scène 10 : Quand Betly rentre dans le chalet, Daniele prend congé d'elle en lui disant que tout va bien désormais.
- Scène 11 : Max rentre annonçant qu'il est minuit et qu'il faut se battre mais Betly le supplie d'épargner Daniele dont elle affirme qu'il est son mari et père de cinq enfants. Max lui demande de le prouver en produisant le contrat de mariage. Elle  montre le contrat que Daniele avait préparé et signé et qu'elle a signé à son tour ; il n'y manque que la signature de son frère ; Max signe le contrat et se fait reconnaître et avoue à sa sœur que toute cette mise en scène n'avait pour but que de faire son bonheur. Betly se réjouit dans son aria finale.

## Analyse
Par son cadre alpestre, Betly rappelle, sur le mode comique, les opéras pastoraux comme Linda di Chamounix de Donizetti ou La sonnambula de Bellini, mais c'est avant tout à L'elisir d'amore que fait penser ce petit ouvrage, qui partage plusieurs traits communs avec lui : le personnage de la jeune fille indépendante et délurée qui craint d'afficher ses sentiments (Adina, Betly), le jeune campagnard timide et amoureux (Nemorino, Daniele), le militaire bravache (Belcore, Max) et, bien entendu, le cadre champêtre.
La version en un acte est généralement préférée, la révision en deux actes n'ayant pas la simplicité et la fraîcheur de l'original. La musique est séduisante et pleine d'invention mélodique, avec quelques essais de couleur locale comme dans la tyrolienne de Betly (In questo semplice, modesto asilo) et le ranz de l'introduction, manifestement inspiré de celui de l'ouverture du Guillaume Tell de Rossini.

## Discographie
- Bruno Rigacci (dir.), Susanna Rigacci, Maurizio Comencini, Roberto Scaltriti, Orchestre symphonique de l'Émilie-Romagne, Chœur du Teatro Rossini de Lugo, éd. Bongiovanni, 1990  – Enregistrement live, version en un acte

### Sources
- (fr) Piotr Kaminski, Mille et un opéras, Paris, Fayard, coll. Les indispensables de la musique, 2003
- (it) Daniele Spini, livret de l'enregistrement Bongiovanni
- (fr) Philippe Thanh, Donizetti, Actes Sud, 2005